# Żagań (gmina)
Pour les articles homonymes, voir Żagań.
Żagań est une gmina rurale (gmina wiejska) de la powiat de Żagań, dans la Voïvodie de Lubusz, dans l'ouest de la Pologne.
Son siège administratif (chef-lieu) est la ville de Żagań, bien qu'elle ne fasse pas partie du territoire de la gmina.
La gmina couvre une superficie de 281,11 km2 pour une population de 7 268 habitants en 2016.

## Histoire
De 1975 à 1998, la gmina est attachée administrativement à la voïvodie de Zielona Góra.

Depuis 1999, elle fait partie de la voïvodie de Lubusz.

## Géographie
La gmina inclut les villages et localités de :

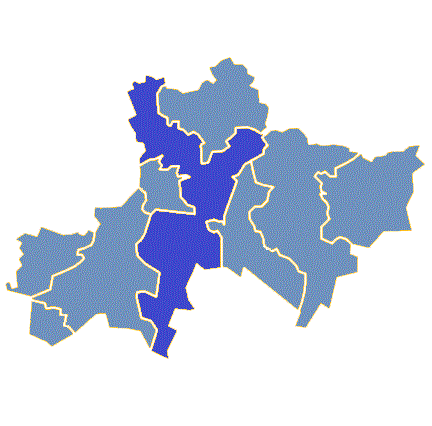
Plan de la gmina

- Bożnów
- Bukowina Bobrzańska
- Chrobrów
- Dobre nad Kwisą
- Dybów
- Dzietrzychowice
- Gorzupia
- Gorzupia Dolna
- Gryżyce
- Jelenin
- Kocin
- Łozy
- Marysin
- Miodnica
- Nieradza
- Pożarów
- Pruszków
- Puszczyków
- Rudawica
- Stara Kopernia
- Stary Żagań
- Tomaszowo
- Trzebów

### Gminy voisines
La gmina de Żagań est voisine de:

la ville de:
- Żagań

et les gminy de Brzeźnica
- Iłowa
- Małomice
- Nowogród Bobrzański
- Osiecznica
- Szprotawa
- Żary

## Structure du terrain
D'après les données de 2002, la superficie de la commune de Żagań est de 281,11 kilomètres carrés, répartis comme telle :
- terres agricoles : 36 %
- forêts : 48 %

La commune représente 24,85 % de la superficie du powiat.

## Démographie
Données du 30 juin 2004:
| Description        | Total  | Total | Femmes | Femmes | Hommes | Hommes |
| ------------------ | ------ | ----- | ------ | ------ | ------ | ------ |
| Unité              | Nombre | %     | Nombre | %      | Nombre | %      |
| Population         | 7 012  | 100   | 3 515  | 50,1   | 3 497  | 49,9   |
| Densité (hab./km²) | 24,9   | 24,9  | 12,5   | 12,5   | 12,4   | 12,4   |